# Ковда (річка)
Ковда — річка на півдні Кольського півострова в Мурманській області та Республіці Карелія, Росія. Її довжина становить 233 кілометри, площа водозбірного басейну — 26 100 квадратних кілометрів. Ковда бере початок в озері Топозеро і впадає через озера Пяозеро і Ковдозеро в Кандалакську затоку.
Являє собою каскад озер, з'єднаних короткими протоками, що становлять тільки 34 % довжини річки Ковда. 1955 року при виході річки з Ковдозера збудовано глуху греблю, і весь стік річки скидають у Біле море через Княжегубську ГЕС каналом завдовжки 3,8 км. На річці також розташовані Кумська та Іовська ГЕС.